# Twaróg

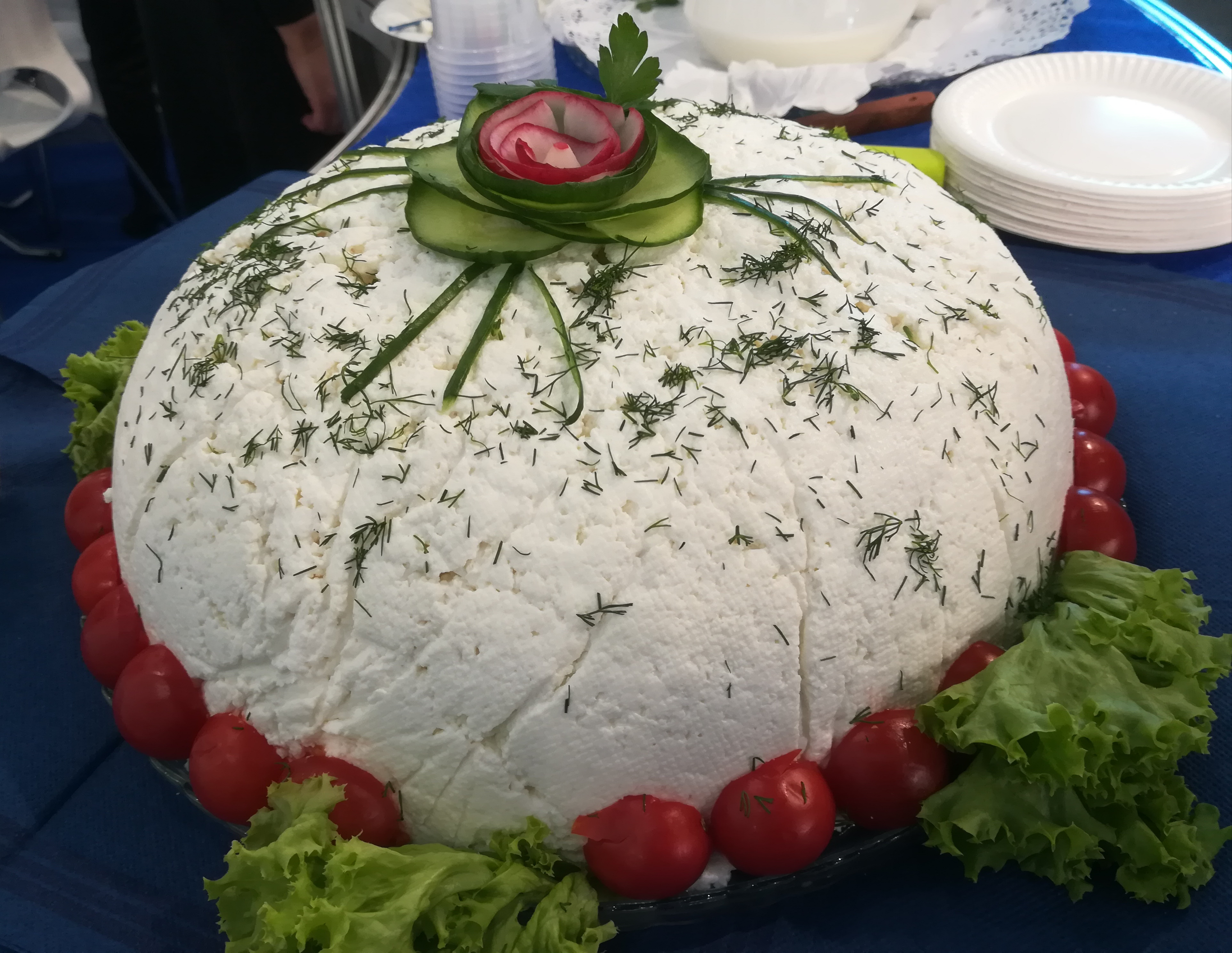
Twaróg

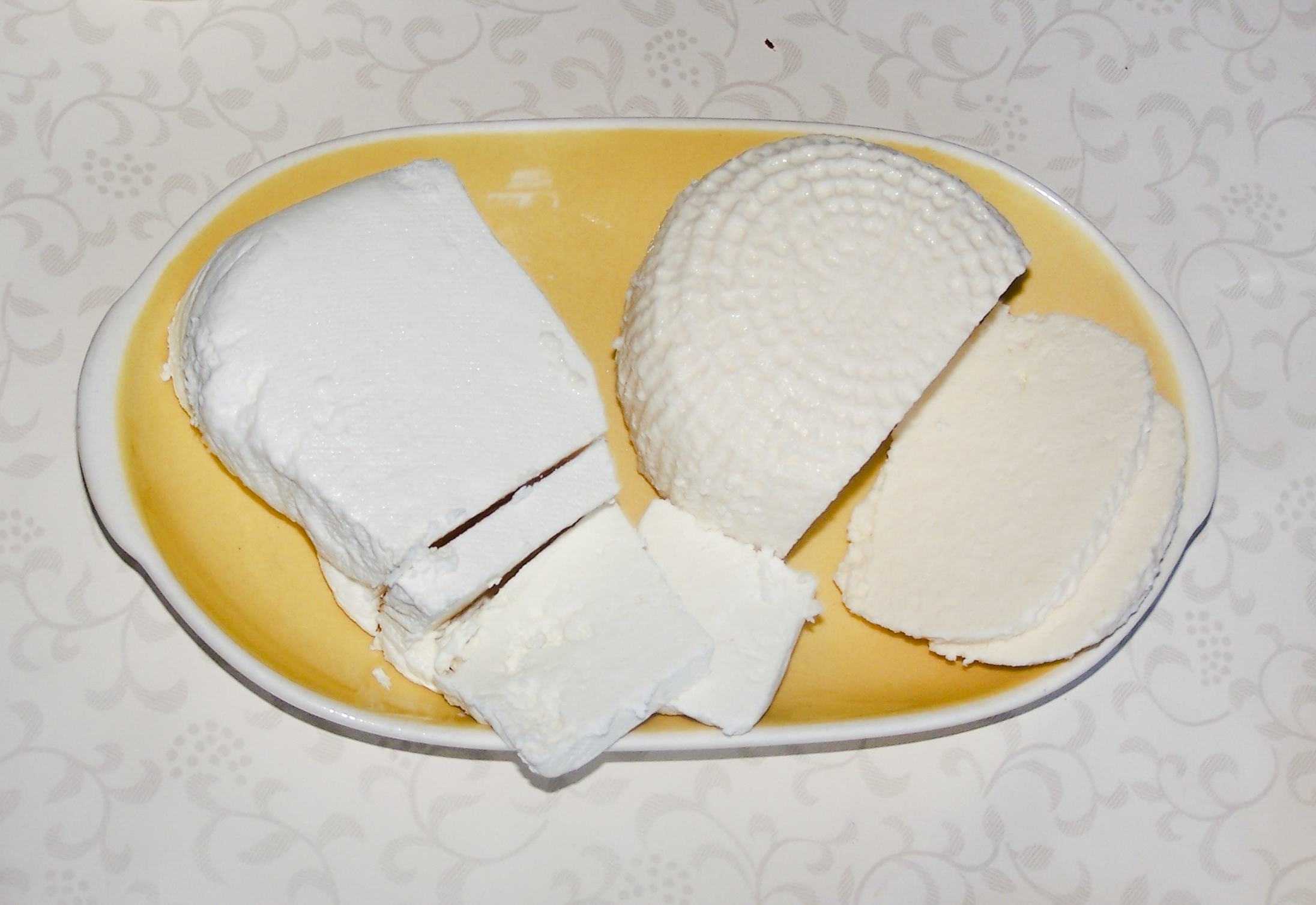
Twaróg w przekroju

Twaróg, nazywany też potocznie serem białym – produkt wytwarzany z mleka zsiadłego, zaliczany do serów świeżych, o białej barwie i grudkowatej bądź kremowej konsystencji, zależnej od zawartości tłuszczu w mleku.

## Przygotowanie
Proces przygotowania twarogu polega na skwaszeniu mleka, a następnie stopniowym jego podgrzewaniu bez osiągnięcia temperatury wrzenia, ostudzeniu i odcedzeniu grawitacyjnym z serwatki. Twaróg jest tym kwaśniejszy, im później jest robiony, licząc od momentu, kiedy mleko zakwasiło się i zgęstniało. Jest bardziej miękki i wilgotny, podczas gdy tradycyjny, regionalny ser biały może mieć różne konsystencje, od miękkiego po twardą. 
Produkt, który powstaje po dodaniu do twarogu śmietany i dodatków smakowych np. (cebula, szczypiorek), rzodkiewka, nazywany jest lokalnie twarożkiem. 

Ser biały

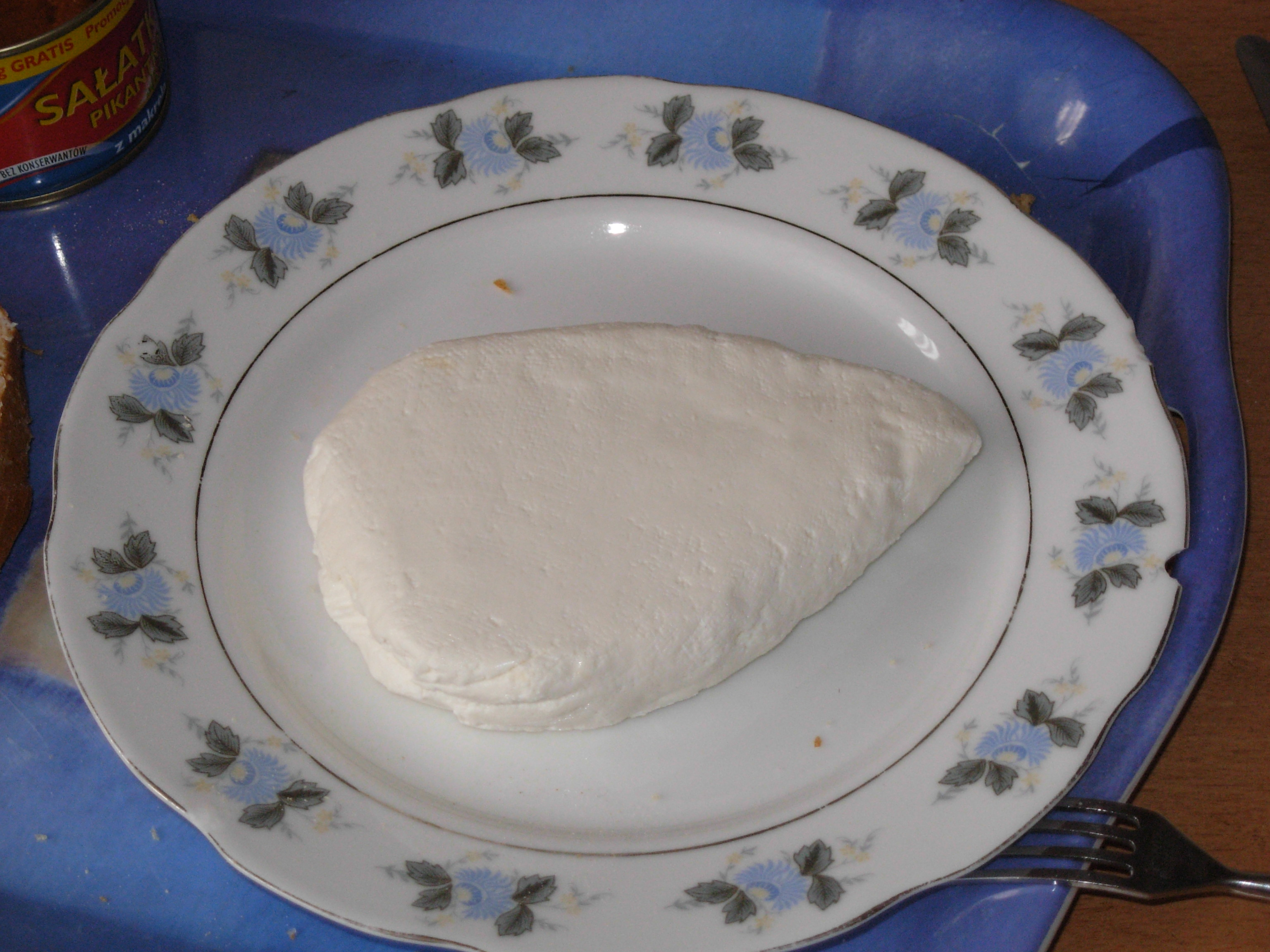
Regionalny ser biały, po odciśnięciu z serwatki.

W niektórych wiejskich regionach Polski, serem białym jest nazywany twardszy od twarogu, odciśnięty pod prasą - całkowicie pozbawiony serwatki ser.
Francuskie „białe sery” (fromage blanc) są przygotowywane bez podgrzewania kwaśnego mleka, które jest od razu odcedzane.

## Właściwości
Zawiera magnez, potas, cynk, witaminy A, D, witaminy z grupy B, a także witaminę E. Pośród nabiału twaróg zawiera najmniej wapnia (w celu zaspokojenia dziennego zapotrzebowania należałoby zjeść około 1 kg twarogu).